# Апачи Џанкшон (Аризона)
Апачи Џанкшон (енгл. Apache Junction) град је у америчкој савезној држави Аризона. По попису становништва из 2010. у њему је живело 35.840 становника.

## Демографија
Према попису становништва из 2010. у граду је живело 35.840 становника, што је 4.026 (12,7%) становника више него 2000. године.
| Група             | 2000.          | 2010.          |
| Белци             | 27.967 (87,9%) | 29.130 (81,3%) |
| Афроамериканци    | 194 (0,6%)     | 431 (1,2%)     |
| Азијати           | 166 (0,5%)     | 279 (0,8%)     |
| Хиспаноамериканци | 2.801 (8,8%)   | 5.153 (14,4%)  |
| Укупно            | 31.814         | 35.840         |